# 金澤一郎
金澤 一郎（かなざわ いちろう、1941年6月20日 - 2016年1月20日）は、日本の医師、医学者（神経内科学・脳科学）。位階は正四位。勲等は瑞宝重光章。学位は医学博士（東京大学・1974年）。国立精神・神経センター名誉総長。
筑波大学教授、東京大学医学部教授、文部省学術国際局科学官、東京大学医学部附属病院院長、国立精神・神経センター神経研究所所長、宮内庁長官官房皇室医務主管、日本学術会議会長、国際医療福祉大学大学院教授、国際医療福祉大学大学院院長、学校法人沖縄科学技術大学院大学学園理事、第一三共株式会社取締役などを歴任した。

## 概要

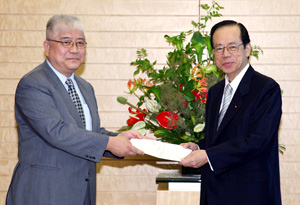
2008年6月10日、内閣総理大臣福田康夫（右）と

東京府出身の医師、医学者である。大脳基底核・小脳疾患の臨床、神経疾患の遺伝子解析、中枢神経系の神経活性物質の探索などの脳科学分野を専門とする。筑波大学、東京大学、国際医療福祉大学で教鞭を執った。また、国立精神・神経センターでは神経研究所の所長を務め、のちに名誉総長の称号が贈られた。
文部省学術国際局の科学官や宮内庁長官官房の皇室医務主管などを兼任し、日本学術会議会長にも就任した。また、沖縄科学技術大学院大学を運営する学校法人の理事を務め、高知県立大学や高知短期大学を運営する公立大学法人においても理事となった。

## 来歴

### 生い立ち
東京都出身、東京都立日比谷高等学校を経て、1967年に東京大学医学部医学科卒業後、東京大学医学部に残り、神経内科の内勤研修医を経て、1974年にイギリスへ渡り、ケンブリッジ大学薬理学教室客員研究員を務める。
1974年9月 東京大学医学博士。論文の題は、「ヒト黒質内におけるγ-アミノ酪酸(GABA)の微細分布に関する研究」。

### 医学者として

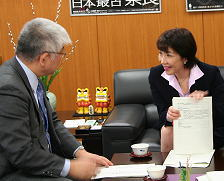
2007年1月25日、内閣府特命担当大臣（イノベーション担当）山本早苗（右）と

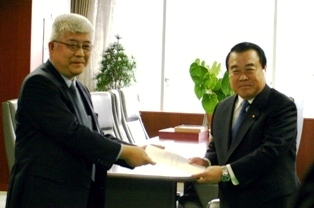
2007年5月30日、国土交通大臣冬柴鐵三（右）と

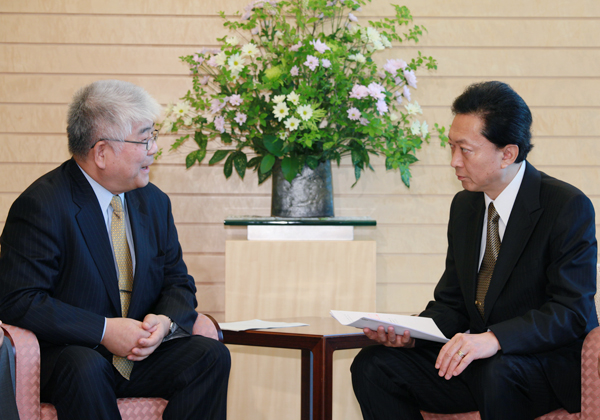
2010年5月27日、内閣総理大臣鳩山由紀夫（右）と

1976年に帰国した後に筑波大学臨床医学系神経内科講師に就任、神経医学研究に携わる。1979年に助教授、1990年に教授へ昇格している。
1991年に東京大学医学部脳研神経内科教授となり、1996年には東京大学教授現職のまま社団法人日本内科学会理事長及び文部省学術国際局科学官を務める。
1997年4月から1999年3月まで東京大学附属病院院長を務めた後、2002年3月に東京大学を定年退官。同年4月より国立精神・神経センター神経研究所所長及び宮内庁長官官房皇室医務主管に就任。同年5月社団法人日本神経学会理事長に就任。また2006年に日本学術会議会長及び内閣府総合科学技術会議評議員に就任。2007年から国際医療福祉大学大学院副大学院長・教授、2011年から国際医療福祉大学大学院大学院長・教授。
また2007年から独立行政法人沖縄科学技術研究基盤整備機構運営委員を務め、大学設立にともない2011年学校法人沖縄科学技術大学院大学学園理事に就任。
宮内庁皇室医務主管、国立精神・神経センター名誉総長、日本学術会議会長及び国際医療福祉大学大学院教授ならびに国際医療福祉大学大学院長を務めた。
2011年日本学術会議会長退任。2012年6月1日皇室医務主管依願退官。後任は元東京大学医学部附属病院副院長の名川弘一。宮内庁侍従職御用掛に就任。2012年から第一三共株式会社取締役。
2013年11月、瑞宝重光章を受章。
文部科学省日本ユネスコ国内委員会委員、高知県公立大学法人理事、NPO法人遺伝カウンセリング・ジャパン理事長、特定非営利活動法人脳の世紀推進会議副理事長なども務めた。
2016年1月20日、膵臓癌のため東京都港区の病院で死去。74歳没。歿後に正四位追叙。

## 著書
- 『家庭医療～家庭医をめざす人・家庭医と働く人のために～』（ライフメディコム 2002年）
- 『スタンダード家庭医療マニュアル』（永井書店 2005年）